# Téléphone de courtoisie

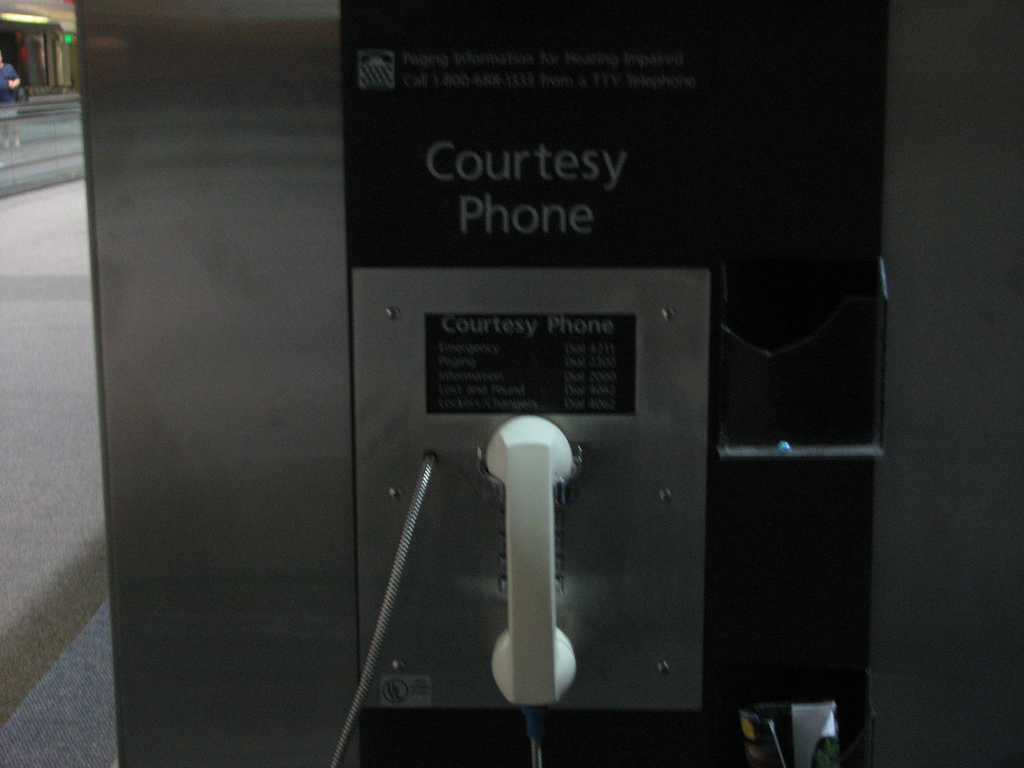
Un téléphone de courtoisie.

Un téléphone de courtoisie est un type de téléphone public installé dans certaines structures accueillant du public (en particulier les terminaux aéroportuaires, les gares et les hôtels), dont la seule fonction est de permettre aux usagers ou aux clients de joindre facilement et rapidement un employé. Ils peuvent ainsi obtenir une information ou un service, ou encore répondre, à la suite d'une annonce diffusée publiquement dans les haut-parleurs, à une personne extérieure qui a téléphoné ou s'est présentée à l'accueil pour les contacter.
Afin que l'utilisateur puisse cibler sa demande, certains téléphones de courtoisie comportent un clavier, avec une liste affichée à proximité pour recenser les différents services disponibles et les numéros internes permettant de les joindre. D'autres, au contraire, se résument à un combiné, voire à un simple interphone, équipé d'un bouton d'appel permettant d'alerter l'opérateur situé de l'autre côté de la ligne ; parfois il n'y a pas de bouton d'appel, et c'est alors le simple fait de décrocher le combiné qui assure cette fonction. Les téléphones de courtoisie assurent parfois la fonction supplémentaire de poste d'appel d'urgence, auquel cas ils sont dotés d'un bouton d'appel spécifique pour les urgences, permettant de les distinguer des autres demandes.
Il est parfois possible d'émettre des appels sortants, mais dans ce cas, les seuls appels autorisés sont souvent ceux dont les tarifs sont les plus faibles, par exemple les appels locaux et gratuits.
En principe, appeler avec un téléphone de courtoisie est gratuit, donc ils ne disposent pas de monnayeur ni d'autre moyen de paiement.
Afin de pouvoir les repérer facilement, les téléphones de courtoisie sont généralement d'une couleur distinctive, traditionnellement le blanc dans certains pays.
Un dispositif similaire est utilisé dans les stations de taxi, pour appeler un véhicule.

## Autres sens
Un téléphone de courtoisie peut également être un terminal téléphonique qu'une entreprise de télécommunications met gratuitement à la disposition d'un client, en remplacement d'un téléphone en cours de réparation.